# 빌레커 판 아멜로이
빌레커 판 아멜로이(Willeke van Ammelrooy, 1944년 4월 5일 ~ )는 네덜란드의 배우이다. 황금송아지상 영화 부문 여우주연상 2회 수상자(1995년, 2000년)이다.

## 출연 작품
- 러빙이비자:섹슈얼아일랜드 (2013)
- 민 바더 이즈 에엔 디텍티브: 디 웻 반 3 (2011)
- 더 헬 오브 '63 (2009)
- 브라이드 플라이트 (2008)
- 데니스 피 (2007)
- 레이크 하우스 (2006)
- 룰루 (2005)
- 희한한 다이아몬드 (2004)
- 안토니아스 라인 (1995)
- 리프트 (1983)
- 고래 위에서 (1982)